# Котин, Альберт
Альберт Котин (7 августа 1907 — 6 февраля 1980) — американский художник, работавший в стиле абстрактного экспрессионизма. Принадлежал к раннему поколению художников Нью-йоркской школы.

## Краткая биография
Альберт Котин родился 7 августа 1907 г. в Минске, Российская империя и эмигрировал в США в 1908 г. В 1923 году получил гражданство США.
С 1924 по 1929 гг. обучался в нью-йоркской Национальной академии дизайна. В период с 1929 по 1932 гг. — в Париже в Академии Жюлиана, Академии де ла Гранд Шомьер, а также в Академии Коларосси.
Позже, с 1947 по 1951 гг. обучался в Лиге студентов-художников Нью-Йорка.
Принимал участие в таких федеральных проектах, как «Public Works of Art Project» («PWAP») в период с 1933 по 1934 гг. и «Works Progress Administration» («WPA») в течение пяти лет, с 1935 по 1940 гг.
Принимал участие и побеждал в конкурсах, которые финансировались отделом живописи и скульптуры (позже переименованным в отдел изобразительных искусств) департаментом казначейства США, в Аде, Огайо и в Арлингтоне, Нью-Джерси. Кроме того, в 1938 году в рамках проекта «WPA» (см. выше) написал две фрески для почтового отделения в Карни, Нью-Джерси — «The City» («Город») и «The Marsh» («Топь»).
Во время Второй мировой войны (1941—1945 гг.) проходил военную службу в рядах армии США.
После войны Альберт Котин учредил студию на 10-й улице в Нью-Йорке. Вскоре после этого присоединился к «Downtown Group», которая представляла группу художников, также учредивших свои студии в Нижнем Манхэттене в районе, ограниченным 8-й и 12-й улицей между Первой и Шестой авеню в конце 1940-х — начале 1950-х. Этих художников назвали «Downtown Group» в противоположность «Uptown Group», основанной в военное время в «Галерее искусства этого столетия» («The Art of This Century Gallery»).
В 1949 Альберт Котин вступил в члены так называемого «Клуба художников», расположенного на 8-й Ист-Стрит. Альберт Котин был выбран его коллегами — художниками для участия на выставке «Девятой улицы» («Ninth Street Show»), проводившейся с 21 мая по 10 июня 1951 года на первом этаже и в подвале здания на 9-й восточной улице, которое собирались сносить.
«Художники праздновали не только появление дилеров, коллекционеров и людей музея на „9-й улице“ и последовательного воздействия их работы, но также и создание, силу живущего сообщества значительных размеров».
Альберт Котин участвовал во всех ежегодных собраниях нью-йоркской живописи и скульптуры. Первый ежегодник в 1951 был назван «Шоу Девятой улицы» («Ninth Street Show»). С 1953 до 1957 гг. собрания нью-йоркской живописи и скульптуры проводились в галерее «Stable» на 58-й западной улице в Нью-Йорке. Он был одним из 24 из всего 256 художников нью-йоркской школы, кто принимал участие во всех ежегодниках. Эти собрания были важны, потому что участники выбирались самими художниками.
Кроме того, Альберт Котин был поэтом, вдохновлявшим своих коллег — художников.
Александр Колдер в 1968 писал: «Пока есть люди, такие как Аль Котин, нет никакой опасности для искусства».
Альберт Котин умер 6 февраля 1980 в Нью-Йорке от рака легких в возрасте 72 лет.

## Избранные выставки
- 1951: (first) Hacker Gallery, New York City;
- 1958: Grand Central Moderns Gallery, New York City;
- 1959: Tanager Gallery, New York City;
- 1960: Galerie Iris Clert, Paris, France; Pollock Gallery, Toronto, Canada;
- 1961: Mili-Jay Gallery, Woodstock, New York;
- 1964, 1965 : Byron Gallery, New York City;
- 1968: «Ten Year Retrospective of Albert Kotin’s Work», Long Island University; Brooklyn, New York; «Kotin and Carton», Art Faculty two man show, Long Island University, Brooklyn;
- 1982: «Albert Kotin, 1907—1980», Memorial Exhibition, Barron Arts Center, Woodbridge, New Jersey.

## Избранные групповые выставки
- 1935: «Exhibition of Oil Paintings», WPA Federal Art Project, Federal Art Gallery, New York City;
- 1936: An American Group, Inc., New York City;
- 1946: «First National Print Competition Exhibit», Associated American Artists, New York City;
- 1947: «J & E.R. Pennell Exhibition of Prints», Library of Congress, Washington, D.C.;
- 1948: «46th Annual Exhibition», The Pennsylvania Academy of the Fine Arts, Philadelphia;
- 1949: «8 & 2 Exhibition» The New School for Social Research, New York City;
- 1951: ‘’’Ninth Street Show’’’, the first «New York Painting and Sculpture Annual», New York City;
- 1953, 1954, 1955, 1956, 1957: «New York Painting and Sculpture Annual», Stable Gallery, New York City;
- 1956: «Painters and Sculptors on 10th Street», Tanager Gallery, New York City;
- 1957: «First Spring Annual Exhibition», March Gallery, New York City;
- 1958: «A to Z in American Arts», Provincetown Arts Festival, M. Knoedler & Co., New York City; Camino Gallery, New York City;
- 1959: «10th Street», Contemporary Arts Museum, Houston, Texas;
- 1960: «New York Artists: A Drawing Show», Southern Illinois University, Carbondale, Illinois; Galerie Iris Clert, Paris, France; Pollock Gallery, Toronto, Canada;
- 1960-61: Mili-Jay Gallery, Woodstock, New York;
- 1961: Allyn Gallery, St. Louis, Missouri;
- 1962, 1972: Long Island University, Brooklyn, New York;
- 1963: «Multiples», Graham Gallery, New York City, New York; Key Gallery, New York City;
- 1963-64: «Hans Hofmann and His Students», circ. by the Museum of Modern Art, New York City;
- 1963, 1964: Aegis Gallery, New York City;
- 1965: «79 painters who paint», held simultaneously in: Grace Borgenicht, Graham, Martha Jackson, Kornblee and Poindexter Galleries, New York City;
- 1966: «New York '66», College Museum, Hampton Institute, Hampton, Virginia;
- 1971: Roko Gallery, New York City;
- 1994: «Reclaiming Artists of the New York School. Toward a More Inclusive View of the 1950s», Baruch College City University, New York City; «New York-Provincetown: A 50s Connection», Provincetown Art Association and Museum, Provincetown, Massachusetts;
- 2004: «Reuniting an Era Abstract Expressionists of the 1950s.», Rockford Art Museum, Rockford, Illinois.